# ماری-آن ایسل
ماری-آن ایسل (انگلیسی: Mary-Ann Eisel؛ زادهٔ ۲۵ نوامبر ۱۹۴۶) یک تنیس‌باز سابق اهل ایالات متحده آمریکا است.